# Matthieu Nguyên Van Khôi

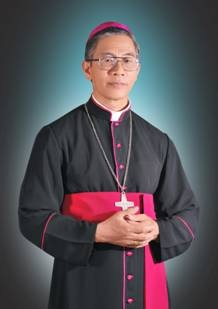
Matthieu Nguyên Van Khôi, 2021

Matthieu Nguyên Van Khôi (vietnamesisch: Matthêu Nguyễn Văn Khôi; * 13. Oktober 1951 in Phước Sơn) ist ein vietnamesischer Priester und Bischof von Qui Nhơn.

## Leben
Matthieu Nguyên Van Khôi empfing am 10. Mai 1989 die Priesterweihe. Papst Benedikt XVI. ernannte ihn am 31. Dezember 2009 zum Koadjutorbischof von Qui Nhơn.
Die Bischofsweihe spendete ihm der Bischof von Đà Lạt, Pierre Nguyễn Văn Nhơn, am 4. Februar des nächsten Jahres; Mitkonsekratoren waren Joseph Nguyễn Chí Linh, Bischof von Thanh Hóa, und Joseph Nguyen Nang, Bischof von Phát Diệm.
Nach der Emeritierung Pierre Nguyên Soans folgte er ihm am 30. Juni 2012 als Bischof von Quy Nhơn nach.